# Лука чуда
Лука чуда (порт. Porto dos milagrеs) бразилска је теленовела, продукцијске куће Реде Глобо, снимана 2001.
У Србији је приказивана током 2003. и 2004. на БК телевизији.

## Синопсис
Феликс Гереро и његова супруга Адма, при покушају бега од полиције у Шпанији налете на једну циганку која прорекне како ће прећи море и Феликс ће постати краљ. Управо tада брачни пар одлучи да се врати у Бразил, у сликовити бахијски градић Порто дос Милагрес, где станује Бартоломео Гереро, Феликсов брат близанац, најбогатији човек у месту. Он постаје Админа жртва, она га отрује како би Феликс наследио сво његово богатство.
Феликс стварно постаје краљ. Али, једног дана, на његова врата покуца проститутка Арлете са дететом у наручију за које тврди да је његово. Како би се решила законитог наследника, Адма нареди надзорнику Ериберту да одузме живот проститутки и новорођенчету. Ериберто унајми барку којом отпутује са Арлете и њеним дететом у истом тренутку када и рибар Фредерико и његова жена Еулалија унајмљују другу барку како би њоме пронашли хитно потребног доктора за трудну Еулалију, која се управо треба породити. Ериберто убије Арлете али у тренутку кад се спреми да убије дете, спречи га чудна сенка која се надвије над барку. Иста сенка одведе новорођенче до Фредерикове барке, док он узнемирен покушава да спасе своју жену и очајан због свог детета које се родило мртво. Рибар, који верује у судбину, покупи Арлетино дете, верујући да му га је послао сам Бог. Еулалија премине након што види дете, за које је поверовала да је њено. И тако, Фредерико обећа детету, у име Бога да се никада неће удаљити од мора. Гума, Бартоломеов син, син најбогатијег човека у граду и законитог наследника, одрашће у рукама обичног рибара. И тако почиње његов живот, тако почиње његова сага…
Али, клупко Гуминог живота још се мора одмотати. Прошлост Луке чуда задржи приче које су вођене руком судбине. Једна од тих прича је Ливијина, нећакиње Аугусте Еухеније Асунсао, најважније жене у друштву. Сестра Аугусте Еухеније, Лаура, заљубила се у рибара Леонсија и због њега је одлучила да се одрекне новца и породице и да живи страствену љубав. Аугуста Еухенија, незадовољна сестриним поступком, одлучује да у полицији истражи прошлост сумњивог рибара, али одлучује и да их застраши. Акција полиције је претерана. Лаура и Леонсио налазили су се на барци ношеној великим таласима када је један од полицајаца запуцао на њих и тиме узроковао смрт брачног пара. Ливија, Лаурина кћерка, биће одгојена на рукама своје тетке.
Прошлост такође садржи и причу Росе Палмеирао. Таман пред удајом, она убија старог пуковника који је завео њену сестру и одлази у затвор. Девојку премештају у затвор у другом граду, где се претвори у жену ношену ветром, спремну на апсолутно све. Након што издржи затворску казну, Роса се враћа у Порто дос Милегрес како би открила где је нестала њена сестра, проститутка Арлете и њено дете. Али, Роса се спетља са Феликсом Герером, најмоћнијим мушкарцем у граду, не знајући да је његова прошлост повезана са Арлетиним мистериозним нестанком.
У садашњости, Гума је рибар којег поштују сви у граду. Ливија је заљубљена у Алекса Герера, сина Феликса и Адме. Али, Ливијин живот се мења када упозна Гуму, Феликсовог главног противника који ће постати и његов политички непријатељ у Порто дос Милагрес.

## Улоге
| Глумац:                 | Улога:                              |
| ----------------------- | ----------------------------------- |
| Маркос Палмеира         | Гумерсиндо Виеира (Гума)            |
| Флавија Алесандра       | Ливија Проенса де Асунсао           |
| Антонио Фагундес        | Феликс Гереро / Бартоломео Гереро   |
| Касија Кис              | Адма Гереро                         |
| Луиза Томе              | Роса Палмеирао                      |
| Леонардо Брисио         | Александре Гереро                   |
| Камила Питанга          | Есмералда                           |
| Зезе Полеса             | Амапола Ферасо                      |
| Жозе де Абреу           | Ериберто                            |
| Карла Маринс            | Жудит                               |
| Марсело Серадо          | Родолфо Аугусто Проенса де Асунсао  |
| Палома Дуарте           | Дулсе                               |
| Каду Молитерно          | доктор Родриго                      |
| Едуардо Галвао          | Отасилио Ферасо                     |
| Флавио Галвао           | Деодато                             |
| Клаудија Аленкар        | Епифанија                           |
| Роберто Бомтемпо        | Жаскес                              |
| Зезе Мота               | Мајка Рикардина                     |
| Тонико Переира          | Шику                                |
| Таис Араухо             | Селмиња Алуада                      |
| Сержио Менезес          | Руфино                              |
| Фулвио Стефанини        | Освалдо                             |
| Моника Карваљо          | Марија до Сокоро (Сокорињо)         |
| Данијела Фарија         | Хајди Каоља                         |
| Жиљерме Пива            | Алфеу                               |
| Жулија Лемерц           | Женезија                            |
| Владимир Бричта         | Езекијел                            |
| Марселија Картаксо      | Кирина                              |
| Рената Кастро Барбоса   | Бела                                |
| Мигел Тире              | Алфредо Енрике                      |
| Барбара Боргес          | Луиза                               |
| Тијаго Фаријас          | Пасока                              |
| Камила Фаријас          | Ана Беатриз                         |
| Арлете Салес            | Аугуста Еухенија Проенса де Асунсао |
| Жоана Фом               | Рита                                |
| Наталија Тимберг        | Ондина                              |
| Луисе Кардосо           | Марија Леонтина                     |
| Клаудио Кореја е Кастро | Сеу Бабау                           |
| Глорија Менезес         | Дона Коло                           |
| Летисија Сабатеља       | Арлете                              |
| Уго Карвана             | делегат Гувеија                     |
| Режиналдо Фарија        | пуковник Журандир де Фреитас        |
| Кристијана Оливеира     | Еулалија                            |
| Маурисио Матар          | Фредерико                           |
| Каролина Кастинг        | Лаура                               |
| Тука Андрада            | Леонисио                            |
| Илва Нињо               | Валденисе                           |
| Луиза Курво             | Сесилија                            |
| Еунисе Муњоз            | Сигана                              |